# Påskkravallerna i Gamla Uppsala 1943
Påskkravallerna är det namn som givits åt de oroligheter som utspelade sig i Uppsala under påsken 1943, vilka nådde sitt klimax då det nationalsocialistiska partiet Svensk socialistisk samling (SSS) den 26 april höll en manifestation vid Gamla Uppsala högar.
Den nationalsocialistiska manifestationen skyddades av statspolisen, inkommenderad från Stockholm. Med dragna sablar drabbade polismännen samman med såväl motdemonstranter som åskådare.

## 4 dagar i april
Påskkravallerna skildras i det av Magnus Alkarp skrivna dramat 4 dagar i april. Dramat sattes upp som pjäs vid Uppsala stadsteater år 2012 i regi av Sara Cronberg.
Magnus Alkarp har även skrivit en kritikerrosad bok om påskkravallerna, med titeln 4 dagar i april.